# خايمي هيرنانديز
خايمي هيرنانديز (بالإنجليزية: Jaime Hernandez) (10 أكتوبر 1959، أوكسنارد في الولايات المتحدة)؛ روائي أمريكي.